# El kondor pada

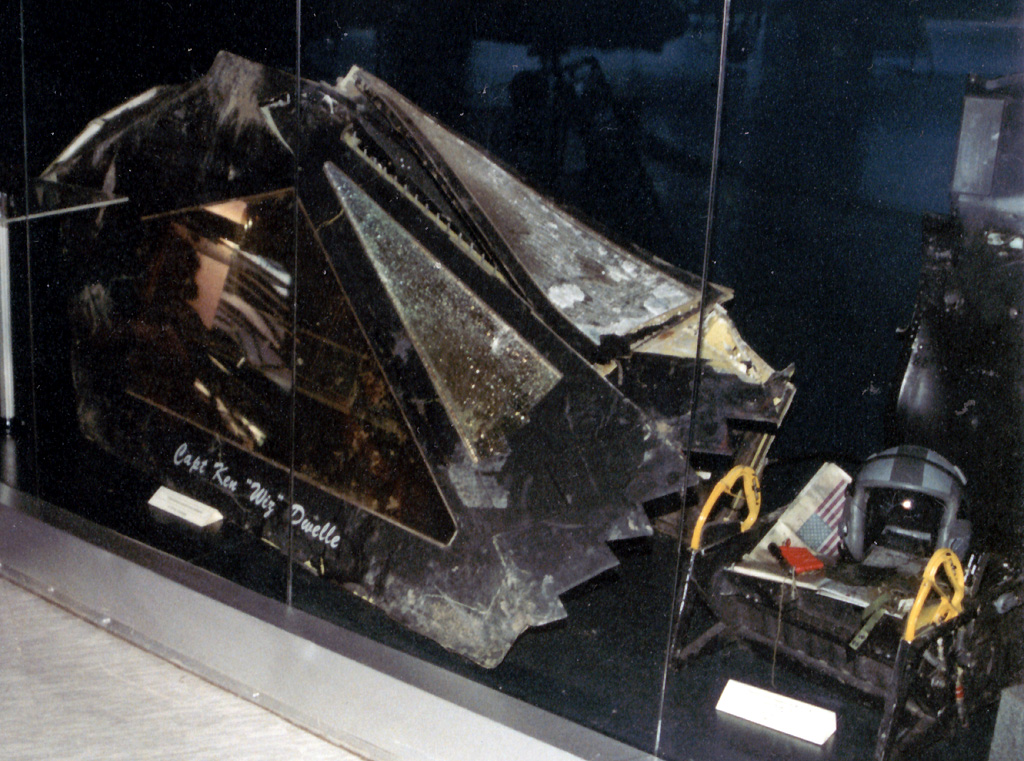
Kokpit neviditelného letounu Lockheed F-117 Nighthawk, který sestřelila jugoslávská protivzdušná obrana v březnu 1999 vystavený v leteckém muzeu v Bělehradě

El kondor pada (v srbské cyrlici: Ел Кондор пада) je satirická píseň seskupení Indexovo radio pozorište. Na melodii peruánské El Condor Pasa paroduje události spojené se sestřelením amerického letounu Lockheed F-117 Nighthawk jugoslávskou protivzdušnou obranou v březnu 1999 během bombardování SRJ. Píseň složili Voja Žanetić a Mićko Ljubičić. „Kondor“ zde posloužil jako fiktivní přezdívka pro letoun Nigthawk (ačkoliv správně přeložený název – Noční jestřáb – je srbsky Ноћни јастреб).
Indexovo ratno pozorište se rozhodlo pro parodické zpracování události, která plnila ve své době stránky novin a televizní pořady. Řada jeho členů sympatizovala s anti-režimními náladami (byli autory řady her, které kritizovaly tehdejší stav v zemi, rovněž se ukázali také aktivními během četných protivládních demonstrací v polovině 90. let). Právě díky tomu si drželi značnou popularitu, takže jejich písně se vysílaly v rádiu velmi často. El kondor pada se stal nakonec jednou z jejich nejznámějších a nejpopulárnějších písní.

## Text
Text písně vypráví příběh fiktivního amerického pilota. Ten hrdě bombarduje všechny cíle, ve stroji, který je pýchou NATO, neviditelným radarem. Je ubezpečen, že se není čeho bát, vždyť v zemi nefunguje ani protivzdušná obrana. Náhle během jednoho letu ale zjišťuje, že ho cosi, nevěda ani co přesně, zaměřilo a pronásleduje. Po zásahu se v pláči řítí k zemi, mezi vesnice a sedláky. Ti ho také najdou; zachrání jej nakonec ale konvoj 32 amerických helikoptér.
V textu se také autoři vysmáli v souladu s v Evropě široce rozšířeným míněním[zdroj?], tomu že Američané obecně netuší, kde se co na starém kontinentě nachází. Pilot jen ví, že přes všechnu vlastní snahu najít Kosovo na mapě tuší, že je „někde daleko“. Nakonec se chce vrátit domů do Colorada.
srbský text (v přepisu do latinky)
Ja vozim Stelta 117-A, nevidljivog,

taj ponos NATO-a

i gađam bombama po Srbima.

Al jedne noči primećen sam ja iznenada

uz pomoć radara 

il nečeg drugoga, jebem li ga.

Znam samo da me neko rosno zajebao,

kao ne radi im taj PVO.

More kad puče nešto odozdo

i razvali mi kvačilo nevidljivo, steltovo...

"Buhahaaa - joj šta me snađe", plakao sam ja.

Padao sam dole prema njivama,

prepunih seljaka sa vilama.

Uh! Olešiće me četa ratara, kad me uvate

negde usred atara

zbog onog svetskog žandara, onog Klintona.

Al srećom evakuisan sam ja 

sa trideset dva helikoptera.

Eh sad, što Srbi dole gledaju u mog bombardera

nevidljivog, šta da radimo - 

srušenog,slomljenog i pokojnog.

More samo da sam znao ja za to, 

da još jim radi taj PVO!

Ma niko živ me nebi naterao,

da ratujem za neko tamo Kosovo,

jer nisam siguran, ni gde je to.

Ne, ja stvarno, ljudi, nisam siguran,

i ne znam gde je to.

Gledao sam neke mapi, ali znam samo

da je tamo daleko.

I nek sad idem alo tamo onaj, što je mene tamo poslao.

Ja se dole ne bih više zadržavao

radije bih se vratio

u svoj Kolorado.